# Chester F.C.
Chester F.C. er en engelsk fodboldklub fra Chester i det nordvestlige England, der spiller i National League North.
Klubben spiller hjemmekampe på Deva Stadium.
Den nye klub blev dannet af fans, da den på det tidspunkt nyligt konkursramte klub Chester City F.C., derfor stoppede med at eksistere.
| Fodbold | Spire Denne artikel om en fodboldklub er en spire som bør udbygges. Du er velkommen til at hjælpe Wikipedia ved at udvide den. |

53°11′N 2°55′V / 53.19°N 2.92°V